# Tom Clancy's Rainbow Six Siege
Tom Clancy's Rainbow Six Siege је онлајн тактичка пуцачка игра коју развија Ubisoft Монтреал, а објављује компанија Ubisoft. Игра је изашла у целом свету 1. децембра 2015. године за Microsoft Windows, PlayStation 4 и Xbox One. Такође игра ће бити доступна на PlayStation 5 и Xbox Series X. Игра је фокусирана на уништиву околину и сарадњу међу саиграчима. Сваки играч контролише нападчког или одбрамбеног оператора у неколико различитих модова као што су спашавање заробљеника или деактивирање бомбе. Наслов нема кампању већ серијал кратких офлајн мисија, назване "ситуације", које се могу играти соло. У овим мисијама говори се о регрутима који пролазе тренинг како би се припремили за будуће сукобе са терористичком групом Беле Маске који прете безбености света.
Ова игра припада серијалу игара Tom Clancy's Rainbow Six и наследник је Tom Clancy's Ranbow 6: Patriots која је тактичка пуцачина са великим фокусом на причу. Patriots је отказана због техничких проблема, па је тим одлучио да је време за нову игру која би поново покренула франшизу. Тим је проценио језгро Rainbow Six франшизе и веровали су да би пуштање играча да контролишу најбоље светске анти-терористичке оперативце била добра одлука. Да би направили што реалније ситуације опсаде дизајнери игре су проучавали праве опсаде које су се стравно догодиле, као што је опсада Иранске амбасаде у Лондону. Igra koristi AnvilNext 2.0 enџин и такође користи Ubisoft RealBlast технологију како би створили уништиву околину.
Најављена је на Е3 2014, и добила је четири номинације од Game Critics Awards. Игра је углавном примила позитивне критике, са похвалама ка напетом мултиплејер моду и фокусом на тактику. Ипак игра је критикована због лошег прогресивног система и мањка садржаја. Почетна продаја је била лоша, али се број играча знатно увећао како је Ubisoft убацио "игре као услуге" модел и редовно је ажурирао игру са новим бесплатним садржајем. Неколико година касније Siege се сматра једном од најбољих онлајн игрица због константних побољшања игре накоn што је објављна. Компанија је постала партер са ESL како би игра постала еспорт. У фебруару 2019. игра је достигла 45 милиона регистрованих играча на свим платформама.

## Гејмплеј
Tom Clancy's Rainbow Six Siege је пуцачка игра из првог лица, у којој играчи контролишу многе различите операторе из тима Rainbow. Оператори су различитих националности и имају различита оружја и справе. Игра има асиметричну структуру где могућности оба тима нису балансиране, јер оператори имају различите моћи. Почетне против терористичке јединице које су доступне играчима су FBI SWAT из САД, ЅАЅ из Велике Британије, GSG-9 из Немачке, Руски Spetnaz и Француски GIGN. Свака од ових јединица има по четири члана, два у нападачима и два у одбрани. Такође ту је и регрут који има приступ различитим оружјима, али по цену јединствене моћи коју има сваки други оператор. На почетку сваке рунде играчи имају прилику да бирају оператора, место на којем ће се појавити на почетку рунде, као и да подесе оружје са додацима који њима одговарају. Када рунда почне, нема више промена до следеће. У игри постоји продавница у којој се могу купити нови оператори или скинови за пушке или операторе. Као валута у игри користи се "Renown" који је добија на крају сваке партије, количина добијеног новца зависи од гејм мода. Такође постоје и Renown бустери који појачавају количину добијеног новца. Они се купују R6 кредитима које играчи могу купити правим новцем, такође кредитима се може купити било који артикл у ин-гејм продавници.
Када рунда почне у онлајн мечу, нападачи бирају место на коме ће се створити на почетку, док одбрана бира место у мапи које желе да бране. Постоји препарациона фаза која траје један минут где нападачи контролишу дронове да би нашли место на којем се налази објектив, а дефанзивци за то време постављају замке и потпорне зидове како би одбили напад. Мапе су направљене тако да натерају играче да се боре на кратким растојањима. Сваки играч има један живот, ако играч умре нема враћања у игру све док се рунда не заврши. Када играч изгуби живот и даље му је доступно да гледа камере и дронове који су постављени по мапи како би помогли свом тиму. Рунде у неранкованом моду трају 4 минута, а у ранкованом моду трају 3 минута. Тимска игра је јако битна у овој игри, играчи морају да комбинују своје моћи како би подебили противнике. Комуникација је јако битна, па играчи могу да причају преко ин-гејм гласовног чета. Постоји и спектатор мод који омогућава гледање меча из различитих углова.
У игри је могуће уништвати околину, то јест рушити зидове експозивима или пробити зид метковима. Играчи могу доћи до тактичке предности променом околине око себе, јер могу да створе углове из којих могу да изврше надап, а да противник то не очекује. Постоји систем пенетрације метака у којем количина штете коју метак нанесе зависи од типа структуре кроз који је прошао и колико је препрека прошао пре него што је погодио мету. Уз то одбрана може да постави потпорне зидове које се могу пробити само специјалним експлозивима које имају само одређени оператори у нападу. Такође одбрана има приступ разним справама и замкама које могу зауставити нападаче, као што је бодљикава жица или бомба која се активира када ласер детектује непријатељски покрет. Вертикална игра је јако битна, јер мапе су мапе обично вишеспратне зграде. Нападачи могу ући кроз било који прозор тако што се пењу помоћи канапа и могу да изврше напад тако што ће направити рупу на плафону или поду. Моћна оружја као што су експозиви су лимитирани на неколико по рунди ради баланса.

## Прича
Три године након деактивације Rainbow програма, долази до повећања терористичких активности, са Белим Маскама као највећом претњом. Циљ ових терориста је непознат, али они стварају хаос у целом свету. Да би се томе супроставили, програм је реактивиран са новим лидером која је позната као Six(глас позајмљује Анџела Басет). Она саставља групу сачињену од оперативаца из различитих држава како би се супротавили и борили са Белим маскама. Регрути пролазе кроз неколоко вежби како би се спремили за борбу, тренирају за спашавање талаца као и за деактивацију бомбе. Коначно, Беле маске нападају један универзитет хемијским оружјем, и регрути су послати да деактивирају бомбе и неутралишу терористе. Операције је била успешна, али ипак, било је жртава. Прича се завршава тако што Six потврђује da je реактивација тима Rainbow најбоље и једино решење у временима пуним ризика и несигурности. Тим је спреман за следећу мисију: да ухвате вођу непријатеља. Они остају спремни да бране свет од свих наредних опасности.

## Развој игре
Претходник ове је игре био је Tom Clansy's Rainbow 6: Patriots, тактичка пуцачка игра која је најављена 2011. године. Имала је фокус на причу, и кампања у игри је имала много кат-сцена и скриптованих догађаја. Игра је пала у пакао развоја кратко након што је најављена. Застарели енџин и сталне промене на челу су успорили развој игре и квалитет игре није био задовољавајући. Уз све то игра је требала да изађе на конзолама седме генерације које нису биле компатибилне са неким механикама у игри. Како се очекивао излазак нових конзола, тим је хтео да направи технолошки напреднију игру. Као резултат тога, Ubisoft је одлучио да прекине развој Partiots и саставио је нови тим од 25 чланова да дођу до идеје како да обнове серијал.
Како би нова игра донела освежавајући осећај играчима, задржани су само неки мултиплејер елементи, док је тим одвео игру у другом правцу. Они су поново проценили језгро серијала, и дошли су до тога да чланови анти-терористићког тима путују широм света и супростављају је противницима у различитим ситуацијама и локацијама. Хтели су да убаце ову идеју у мултиплејер формат који би održao igru. Ове идеје су посатале концепт за даљи развој игре. Развојни тим се надао да ће игра терати грача да игра поново и зато су се фокусирали на мултиплејер мод и одбацили кампању.
Развој игре званично је почео у јануару 2013. Ubisoft Монтреал је био студио задужен за игру. Док су Ubisoft студији у Барселони, Торонту, Кијеву, Шангају и Ченгдуу помагали. Игра је у почетку била названа Rainbow Six Unbreakble, наслов који се није само односио на механику уништења у игри, већ и на начин размишљања тима који пред собом имао још једну игру у "паклу" развоја. Према Александру Ремију, бренд директору, тим је био сигуран у нови правац у којем су кренули, али ипак и мало нервозан јер су знали да ће промена основа игре разочарати неке фанове.

### Дизајн
Тим који је бројао 150 чланова и који је се састојао већином од ветерана у FPS жанру и дугогодишњих играча Rainbow Six серијала. И ако су знали како овај тип игре треба да функционише, ипак су одлучили да проуче историјске анти-терористичке операције, као што су опсада Иранске амбасаде у Лондону 1980. године и отимање лета 181 1977. године. Све су то радили како би што прецизније представили овакве операције. Тим се такође консултовао са правим анти-терористичким јединицама, као што је француски GIGN, о њиховом мишљењу о томе како би реаговали у ситуацији када треба спасити таоца. Према Хавијеру Маркису, креативном директору игре, постојање ситуације у којој се спашавају таоци је помогло игри да се играчи више удубе у причу. Дајући играчу контролу над оперативцем који спашава невине животе, играч добија објектив и приоритет. Они морају бити обазриви када су у таквим ситуацијама да неби повредили таоца. Ово даље подстрехује тимски рад и тера играче да смисле план пре него што крену у акцију, што наравно игру чини реалистичнијом. Како би дошли до што вишег нивоа реализма таоци у игри могу да причају и  да праве природне покрете.
Деструкција околине је један од главних елемената игре. Када је развој игре почео, програмери  су створили RealBlast систем који дозвољава постепено уништење окружења и мења његов изглед. Овај део игре је јако битан јер је тим потрошио доста времена развијајући овај систем. Као резултат тог рада тим је имплементирао систем основан на врстама материјала, где се различити материјали понашају другачије у односу на поступке играча. Како би рендеровали текстуре у игри, користили су физички засновано рендеровање, и ако је у почетку било проблема са енџином игре. У игри такође постоје назнаке како би играч приметио да ли ће структура бити уништена и да ли уопште може да се уништи. Ова механика уништења је навела Ubisoft да промени приступ у прављењу мапа, јер су морали да буду сигурни да ће мапа и даље имати смисла након што се уништи неки њен део.
Према Ubisoftu, тимска игра, тактика и напетост су три најбитнија стуба игре. Тим је у почетку радио на respawn механици, која дозвољава играчима да се врате у игру након што изгубе живот у рунди. Ипак након интерног тестирања, приметили су да би побеђивала само одређена група играча. Схватили су да respawn систем даје предност вештијим играчима уместо да фокус буде на тимском раду, што се косило са филозофијом са којом су хтели да створе игру. Уклањање овог система, сваки потез у рунди постао је ризичнији и терао је играче да размисле два пута и да се више ослањају на саиграче. Тим се плашио да ће због тога игра привућу само "hardcore" играче, али се на крају испоставило да је игра добро избалансирана за сваки ниво вештине.
Гејмплеј ситем је дизајниран тако да се играчу пружа доста слободе. Као резултат тога тим је имплементирао "Golden 3C Rules", која представљају карактере(eng. character), контролу(eng. control) и камеру(eng. camera). Играчи су увек могли да котролишу своје покрете и акције у игри, зато је тим избегавао анимације које би пореметиле играче. Због тога се све интерактивне акције могу прекинути да би играчи могли одмах да се помере или пуцају. Камера у игри се помера само када се играч помера, јер је тим мислио да би померање камере пореметило  гејмплеј. Уведен је систем нагињања који пружа више могућности напада на противника из другачијих углова. Развојни тим сматра да ове механике игру чине фуиднијом и реалистичнијом. То је зато што дозвољава играчима да се сконцентришу на планирање и координацију, уместо на да мисле на то како ће камера у окружење утицати на њихове акције.
Неколико гејмплеј елемената су избачени из коначне игре. Један пример тога је избцивање ботова као саиграча у сингл-плејер мисијама. Ова одлука је донета зато што је тим хтео да играчи играју са правим људима уместо рачунарски контролисаних саиграча. Постојала је идеја да се убаци алат за дизајнирање мапа, како би играчи сами могли да направе своје мапе, али та идеја је на крају одбачена. Маркери погодака су такође избачени из игре, зато што су чини пуцање кроз зид прелаким јер би играч добио обавештење да је погодио мету и ако је не види.  Играчи не могу скочити у игри, јер оперативци у стварном свету не скачу под пуном опремом.
Према Луису Филипу, аудио директору игре, тим је оргинално користио напету музику и звукове. Ипак тим је одлучио да одбаци ту идеју, јер су схватили да је најбољи начин да се створи напетост је да се створе звукови других играча, који су обично неочекивани.  Направљени су навигациони звукови, тип звука зависи од тежине оператора, његове опреме, врсте панцира и брзине. Свака справа у игри има специфичан звук како би играчи лакше препознали која је справа у питању. Када је користи нека од справа то је обично гласнији звук који може да ода позицију играча. Тим је мислио да би ове звучне механике учиниле игру забавнијом и да би утицале на поступке играча у игри. Музику за игру је композитовао Пол Хазлинџер, који је и раније радио на серијилу као и на веома популарном "Far Cry" серијалу. Његов ко-композитор био је Бен Фрост. У композицији је још асистирао Леон Пурвијанс.

## Издавање
Ubisoft је најавио игру на њиховој конференцији на Е3 2014. У августу 2015, најављено је да датум издавања игре помера са 10. октобра до 1. децембра 2015, како би имали више времена да избалансирају игру. Затворено афла тестирање одржано је од 7. до 13. априла 2015, где су играчи имали прилику да пробају игру и да дају повратне информације, ако нешто неби било уреду. Затим је оджана затворена бета 24. септембра 2015, да би се игра даље тестирала. Након тога одржана је и отворена бета где је игра била доступна свима да је пробају 26. новембра. Играчи који су купили игру на Xbox One добијали су Rainbow Six: Vegas 1 и 2 бесплатно. Да би игра била избачена у Азији, најављени су планови да се избаце сви недозвољени графички прикази из свих верзија игре преко печа. Овај план је касније обустављен због лоших рецензија и негатних оцена играча.
Игра је имала више доступних верзија које су играчи могли да купе. Season pass је најављен 12. новембра 2015. Играчи који су купили ту верзију игре имали су приступ операторима који ће изаћи у DLC и добили су неколико скинова за пушке. Такође постоји и колекционарска верзија, где је укључено: Season pass, качкет, компас, ранац, отварач за флаше и водич од 120 страна. У јуну 2016. избачена је почетна верзија, која је укључивала 2 оператора и довољно новца да се купе додатна два. Остали оператори су доступни да се купе са Renown који се скупља играјући игру или са R6 кредитима које играч може да уплати. Ова верзија игре је била јефтинија од стандардне и у почетку је била доступна само на одђено време. У фебруару 2017, стартер верзија постаје доступна за стално.
Према Ubisoftu, игра је прихватила "игре као сервис" приступ, где ће игра бити поджана дуго времена и да ће излазити нови садржај у будућности. Менађмент тим био је скептичан око ове идеје, али ју је на крају одобрио. Након издавања наслов је добио бројна ажурирања и побољшања, где је компанија поправила многе багове на страни гејмплеја и на серверској страни. Да би укључили играче у даљи развој игре, Ubisost је представио R6Fix програм у 2018. То је дозволило играчима да пријаве баг, и када би то било поправљено играч би добио неку награду. Убачен је систем где ће играч аутоматски бити избачен из меча, ако убије саиграча. У августу 2016. убачен је BattleEye анти-чит како би се казниле варалице. Како би се смањила токсичност у заједници играча, средином 2018. почели су да банују играче који би користили расистичке и хомофобне изразе.  Све нове мапе су доступне играчима бесплатно. Такође сваки оператор је доступан свима, само што би играчи који поседују Season pass, имали приступ одмах док би остали требали да их купе. У игри се могу купити козметички артикли за прави новац, али игра се постарала да то не утиче на гејмплеј. Одбијено је убацивање неколико нових модова модова јер је тим сматрао да се ти модови неће уклопити са стилом игре. Нови саджај је додаван подељен по сезонама, где су у свакој сезони доступни нови оператори и оружја. Овај нови садржај након издавања развијао је Ubisoft Монтреал уз помоћ компаније Blue Byte из Немачке. Обећано је да ће подршка за игру трајати 10 година, самим тим речено је да неће бити наставка у форми нове игре.
У јануару 2018, Ubisoft најављује "Outbreak Packs", кутије које се могу купити са правим новцем и које садрже козметичке артикле за операторе и пушке. Такође је најављено да ће почетна верзија игре од тада бити названа The Advanced Edition, која садржи основну игру са неколико Outbreak кутија и мало R6 кредита. Ово је резултирало у побуни у зајендици играча, јер су стари играчи морали да плате нови саржај, а нови играчи не. Ubisoft је ово компензовао играчима тако што је свима поделио бесплатан премиум скин и обећао да ће олакшати откључавање нових оператора играчима који нису спремни да дају додатни новац за то.  У јулу 2018. додали су "Sunsplash Packs" који су имали скинове са темом лета. У октобру 2018. додали су "Crimsonveil packs" коју су имали тему ноћи вештица, у овој кутији биле су доступне униформе за 4 оператора, плус сезонски скин за пушке и привезак.

### Еспорт
Ubisoft је одувек замишљао игру као еспорт. Компанија је имала први састанак са Дејвидом Хилтшером, под председником ESL још крајем 2013 године. ESL је понудио помоћ у тестирању како би били сигурни да игра може компететивно да се игра. Тим се фокусирао на убацивање нових оператора како би се постигла разноврсност и привукла пажња еспорт гледаоца, ова одлука је инспирасана играма као што је Dota 2 која има између 80 и 100 доступних карактера. ESL и Ubisoft су најавили Tom Clancy's Rainbow Six Siege глобални турнир за Windows i Xbox One играче. Такмичење је одржано на Intel Extreme Masters eSport турниру 4. марта 2016. Европски тим, PENTA Sport, постао је први тим који је освојио R6 про лигу, победивши тим GiFu у финалу одржаном у мају 2016. У 2017. најављен је повратак про лиге за другу сезону, али је избачен турнир за Xbox. Ubisoft је у 2017. и 2018. одржао Six Invitational где се најбољи тимови боре за новчану награду. Турнир 2018. привукао је 321000 гледалаца на Twitchu. Многи су игру почели да упоређују са Counter Strike Global Offensive, са надом да ће јендог дана Siege успети да збаци CSGO са престола као најбољи FPS еспорт. Rainbow Six Siege година 3, сезона 4 је најављена 18. новембра на финалу про лиге у Рио де Жанеиру.
The Six Invitational 2020, у фебруару 2020, одржан је као највећи турнир у историји игре. Новчана награда је била 3000000$ подељена на 16 тимова. Spacestation Gaming из Северне Америке однео је прву награду од 1000000$. На турниру су најављене одгромне промене које игру очекују у будућности. Такође најављене су промене у про лиги која мења формат такмичења. Овај нови систем такмичења може се поредити са играма као што су  Dota 2 и League of Legends.

### Доступан бесплатни саджај
До сада је објављено 17 сезона у 5 година постојања Tom Clancy's Rainbow Six Siege у форми бесплатног саджаја. У свакој сезони убачена је нова мапа или је прерађена једна од старих и убачено је најмање 2 нова оператора. Ипак, програмер Жан-Баптист Хал је на Six Invitational 2020 објавио да ће почети да убацују по једног новог оператора почевши од треће сезоне године 5. Годишње сезоне почеле су у фебруару 2016. са Operation Black Ice, и игра је тренутно у својој 17. сезони, која се зове Operation Void Egde, која је прва сезона у години 5. Следећа, 18. сезона, ће се звати Operation Stell Wave. У игри тренутно постоји 20 мапа на којима може да се игра 3 гејм мода и 54 оператора, 27 у нападу и исто толико у одбрани.